# 忠良親王
忠良親王（ただよししんのう）は、嵯峨天皇の第4皇子。官位は二品・式部卿。

## 経歴
承和元年（834年）初冠をして四品に叙せられる。承和3年（836年）上総太守に任ぜられると、のち仁明朝では常陸太守・兵部卿を歴任し、嘉祥3年（850年）三品に叙せられる。仁寿3年（853年）上総太守。
天安2年（858年）清和天皇の即位に伴って二品に叙せられると、清和朝では上野太守・式部卿・大宰帥を歴任。貞観18年（876年）2月20日薨去。享年58。最終官位は二品行式部卿兼大宰帥。

## 人物
薨去の際、人々に惜しまれたという。
承和12年（845年）仁明天皇が河陽宮へ行幸して遊猟した際、外戚の百済王氏とともに御贄の献上を行い、また貞観2年（860年）私有していた鷹を利用して五畿内の禁野（皇室の猟場）で狩猟を行うことを許されるなど、鷹狩を好んでいた様子がうかがわれる。

## 官歴
『六国史』による。
- 承和元年（834年） 2月14日：初冠、四品
- 承和3年（836年） 正月11日：上総太守
- 承和5年（838年） 正月13日：常陸太守
- 承和7年（840年） 3月5日：兵部卿
- 嘉祥3年（850年） 正月7日：三品。10月3日：帯剣
- 仁寿3年（853年） 正月16日：上総太守
- 天安2年（858年） 11月7日：二品
- 貞観2年（860年） 正月16日：上野太守
- 貞観3年（861年） 2月3日：賜摂津国豊島郡古荒田57町
- 貞観5年（863年） 2月10日：式部卿
- 貞観13年（871年） 正月29日：上野太守、式部卿如元
- 貞観14年（872年） 2月29日：大宰帥、式部卿如元
- 貞観18年（876年） 2月20日：薨去（二品行式部卿兼大宰帥）

## 系譜
- 父：嵯峨天皇
- 母：百済王貴命（百済王俊哲の娘）[4]
- 妻：不詳
  - 女子：操子女王 - 藤原基経室